# Arruda dos Vinhos
Arruda dos Vinhos é uma vila portuguesa do Distrito de Lisboa e integrando a Comunidade Intermunicipal do Oeste e a NUTII do Oeste e Vale do Tejo, tendo pertencido à província histórica da Estremadura.
É sede do pequeno Município de Arruda dos Vinhos que tem 77,96 km² de área e 13 992 habitantes (2021), subdividido em 4 freguesias. O município é limitado a norte pelo município de Alenquer, a este e sudeste por Vila Franca de Xira, a sul por Loures, a oeste por Mafra e a noroeste por Sobral de Monte Agraço.

## Toponímia
No século VIII com a conquista muçulmana da região de Lisboa também Arruda dos Vinhos passou a domínio árabe. Não obstante diversas discussões sobre a etimologia do topónimo Arruda, este provém provavelmente do latim ruta, 'arruda', com o prefixo árabe al-. A segunda parte do topónimo rerefe-se à abundância de vinhas na região.

## História
Arruda dos Vinhos situa-se num vale ameno, com solos férteis percorridos por diversos cursos de água.  Formou-se a partir de materiais sedimentares depositados na era Cenozóica e Jurássica pertencendo à faixa continental onde existiu actividade vulcânica até ao final do Cretácico superior, há 70 milhões de anos.
A ocupação humana surgiu desde muito cedo nas margens do maior curso de água da região, o Rio Grande da Pipa. A fertilidade dos solos e a presença de água tornou o local apetecível para a fixação de comunidades humanas.  Provas desta ocupação são as Antas da Povoação de Antas, (escavadas e documentadas por José Leite de Vasconcelos em 1898, infelizmente destruídas nos anos 70), e o Castro do Sítio do Castelo, descoberto por Joaquim Gonçalves em 1987.
Á época da conquista Romana a área onde se situa Arruda dos Vinhos era dominada pela tribo dos Túrdulos.  Em 61 DC já o domínio Romano era absoluto e assim permaneceu até à queda do império, em 476. 
Seguiram-se as invasões dos diversos povos bárbaros do centro da Europa e até 711 o território de Arruda permaneceu sob domínio dos Visigodos, data em que ocorre a invasão Muçulmana que por sua vez se mantém até à reconquista de Lisboa em 1147 por D. Afonso Henriques.
Durante a ocupação romana muitas “villae” foram estabelecidas próximo das margens do Rio Grande da Pipa. Os terrenos férteis assim o proporcionaram e ainda hoje muitas das quintas existentes correspondem às “villas” originais. 
Da rede viária restam apenas caminhos antigos cuja identificação se tornou impossível devido ao uso continuado durante séculos. Existem ainda algumas fontes de mergulho designadas como Romanas pela tradição oral assim com uma velha ponte na freguesia de Cardosas designada por Romana. No centro da vila de Arruda, existiu igualmente uma ponte de origem Romana sobre o Rio Grande da Pipa, tendo sido destruída por uma cheia no século XX (19 de Novembro de 1983), e da qual ainda são visíveis os arranques nas margens. A sua substituta foi construída a algumas dezenas de metros em direcção à foz. 
Na recente construção da A10 foi descoberto um forno Romano, com uma localização próxima da área onde se situavam as antas atrás referidas. 
É muito provável que a povoação de Arruda dos Vinhos tenha sido fundada, ou pelo menos, tenha ganho dimensão durante a conquista muçulmana, pois resta-nos uma rua com o nome "Rua da Costa do Castelo", na zona mais alta da vila, o que pode evidenciar a existência de um castelo ou forte senhorial.
Em 1172 a vila foi doada à Ordem Religiosa e Militar de Santiago. Foi esta ordem que construiu um convento no Sítio do Vilar, sensivelmente a 4 km do centro da vila. No século XIII a Igreja de Nossa Senhora da Salvação, também no centro da vila, foi igualmente doada a esta ordem, que por sua vez a reconstruiu.
Com o avanço da reconquista, a Ordem de Santiago mudou-se para a zona de Santos, em Lisboa, e no século XV encontramos referências a um Frei João Velho, monge do convento de Arruda, ou Mosteiro da Mata, no qual Frei Álvaro seria o prior. É provável que o referido mosteiro seja o mesmo que albergou a ordem de Santiago, mas desconhece-se porque razão o Sítio do Vilar se passou a chamar Lugar da Mata.
No século XIV ocorre a crise dinástica de 1383-1385. El rei D. João de Castela e seu exército, tendo como objectivo tomar Lisboa pernoita na vila. Após uma tentativa falhada de assassinato do rei, dois arrudenses são enforcados. A população com receio refugia-se numa das grutas da encosta da Mata chamada Cano de Sintra. Os Castelhanos apercebendo-se da fuga incendiaram a entrada da gruta matando 40 residentes.
No século XVIII, em 1789, seguindo a política Pombalina de abastecimento de água às populações, é construído o Chafariz Pombalino sobre um antigo chafariz, tendo sido restaurado o respectivo aqueduto de abastecimento, cujo percurso tem início na encosta junto ao Lugar da Mata e que existia desde pelo menos o século XVI, para captação da água da nascente da Arca d'Água, e do qual restam alguns vestígios preservados.
No final do século XVIII surgem as invasões Francesas. Com particular destaque para 1810, data da 3.ª invasão, em que são construídas as três linhas de defesa de Lisboa. Arruda situava-se junto da 3ª linha e por isso sofreu a política de terra queimada com todas as suas consequências. Dessa época ficaram os fortes da Carvalha, do Cego e do Passo, actualmente preservados na sequência do 2º centenário das invasões Francesas.
As cheias de 25 de novembro de 1967 afetaram profundamente o município de Arruda dos Vinhos, tendo-se registado 12 mortos, a destruição de casas e danos graves noutras, a queda de uma ponte e danos estruturais numa outra a sul da vila, danos severos no sistema de abastecimento de água e nos esgotos. Arruda dos Vinhos ficou isolada durante 48 horas, sem água, nem luz. 
A construção da autoestrada A10 levou a que povoação adquirisse algumas características de dormitório de Lisboa. Na actualidade a vila caracteriza-se por uma actividade marcadamente agrícola, em particular na área vitivinícola, mas já conta com algumas indústrias de expressão, como a metalúrgica Luso-Italiana, a Ar-Líquido, o grupo Vendap, a Movex, entre outras.

## Freguesias

As freguesias do município de Arruda dos Vinhos são as seguintes:
- Arranhó
- Arruda dos Vinhos
- Cardosas
- Santiago dos Velhos

## População
| Número de habitantes | Número de habitantes | Número de habitantes | Número de habitantes | Número de habitantes | Número de habitantes | Número de habitantes | Número de habitantes | Número de habitantes | Número de habitantes | Número de habitantes | Número de habitantes | Número de habitantes | Número de habitantes | Número de habitantes | Número de habitantes |
| -------------------- | -------------------- | -------------------- | -------------------- | -------------------- | -------------------- | -------------------- | -------------------- | -------------------- | -------------------- | -------------------- | -------------------- | -------------------- | -------------------- | -------------------- | -------------------- |
| 1864                 | 1878                 | 1890                 | 1900                 | 1911                 | 1920                 | 1930                 | 1940                 | 1950                 | 1960                 | 1970                 | 1981                 | 1991                 | 2001                 | 2011                 | 2021                 |
| 4665                 | 4720                 | 5604                 | 5547                 | 6632                 | 7160                 | 7670                 | 8271                 | 8155                 | 8021                 | 8292                 | 8875                 | 9364                 | 10350                | 13391                | 13992                |

(Obs.: Número de habitantes "residentes", ou seja, que tinham a residência oficial neste município à data em que os censos  se realizaram.)	
| Número de habitantes por Grupo Etário | Número de habitantes por Grupo Etário | Número de habitantes por Grupo Etário | Número de habitantes por Grupo Etário | Número de habitantes por Grupo Etário | Número de habitantes por Grupo Etário | Número de habitantes por Grupo Etário | Número de habitantes por Grupo Etário | Número de habitantes por Grupo Etário | Número de habitantes por Grupo Etário | Número de habitantes por Grupo Etário | Número de habitantes por Grupo Etário | Número de habitantes por Grupo Etário | Número de habitantes por Grupo Etário |
| ------------------------------------- | ------------------------------------- | ------------------------------------- | ------------------------------------- | ------------------------------------- | ------------------------------------- | ------------------------------------- | ------------------------------------- | ------------------------------------- | ------------------------------------- | ------------------------------------- | ------------------------------------- | ------------------------------------- | ------------------------------------- |
|                                       | 1900                                  | 1911                                  | 1920                                  | 1930                                  | 1940                                  | 1950                                  | 1960                                  | 1970                                  | 1981                                  | 1991                                  | 2001                                  | 2011                                  | 2021                                  |
| 0-14 Anos                             | 1 908                                 | 2 311                                 | 2 597                                 | 2 545                                 | 2 614                                 | 2 162                                 | 1 721                                 | 1 765                                 | 1 880                                 | 1 597                                 | 1 523                                 | 2 462                                 | 2 293                                 |
| 15-24 Anos                            | 958                                   | 989                                   | 1 276                                 | 1 511                                 | 1 489                                 | 1 483                                 | 1 368                                 | 1 045                                 | 1 192                                 | 1 348                                 | 1 304                                 | 1 233                                 | 1 647                                 |
| 25-64 Anos                            | 2 298                                 | 2 570                                 | 2 856                                 | 3 156                                 | 3 541                                 | 3 843                                 | 4 224                                 | 4 495                                 | 4 680                                 | 5 065                                 | 5 697                                 | 7 387                                 | 7 338                                 |
| = ou > 65 Anos                        | 309                                   | 386                                   | 414                                   | 459                                   | 533                                   | 635                                   | 708                                   | 940                                   | 1 123                                 | 1 354                                 | 1 826                                 | 2 309                                 | 2 714                                 |

(Obs: De 1900 a 1950 os dados referem-se à população "de facto", ou seja, que estava presente no município à data em que os censos se realizaram. Daí que se registem algumas diferenças relativamente à designada população residente)

## Política

### Eleições autárquicas[10]
| Data | %     | V     | %            | V            | %       | V       | %       | V       | %              | V         | %     | V  | %              | V       | %  | V  | Participação |                |
| Data | PS    | PS    | FEPU/APU/CDU | FEPU/APU/CDU | CDS-PP  | CDS-PP  | PPD/PSD | PPD/PSD | PCTP/MRPP      | PCTP/MRPP | AD    | AD | PSD/CDS        | PSD/CDS | CH | CH | Participação |                |
| ---- | ----- | ----- | ------------ | ------------ | ------- | ------- | ------- | ------- | -------------- | --------- | ----- | -- | -------------- | ------- | -- | -- | ------------ | -------------- |
| Data | 1976  | 46,64 | 3            | 23,06        | 1       | 13,36   | 1       | 9,86    | -              | 2,69      | -     |    |                |         |    |    |              | 56,85 / 100,00 |
| 1979 | 54,20 | 3     | 19,69        | 1            | AD      | AD      | AD      | AD      | 0,00           | -         | 23,21 | 1  | 67,22 / 100,00 |         |    |    |              |                |
| 1982 | 51,45 | 3     | 17,06        | 1            | AD      | AD      | AD      | AD      | 2,49           | -         | 25,62 | 1  | 64,79 / 100,00 |         |    |    |              |                |
| 1985 | 44,60 | 3     | 18,82        | 1            | 8,21    | -       | 21,28   | 1       |                |           |       |    | 60,29 / 100,00 |         |    |    |              |                |
| 1989 | 46,89 | 3     | 14,25        | -            |         |         | 34,89   | 2       | 60,28 / 100,00 |           |       |    |                |         |    |    |              |                |
| 1993 | 40,10 | 2     | 14,65        | 1            | 3,67    | -       | 38,51   | 2       | 64,09 / 100,00 |           |       |    |                |         |    |    |              |                |
| 1997 | 37,83 | 2     | 17,12        | 1            | 1,85    | -       | 40,07   | 2       | 63,14 / 100,00 |           |       |    |                |         |    |    |              |                |
| 2001 | 35,63 | 2     | 12,36        | -            |         |         | 49,15   | 3       | 64,56 / 100,00 |           |       |    |                |         |    |    |              |                |
| 2005 | 25,67 | 1     | 14,30        | 1            | 1,38    | -       | 54,86   | 3       | 62,45 / 100,00 |           |       |    |                |         |    |    |              |                |
| 2009 | 35,79 | 2     | 8,04         | -            | 2,60    | -       | 50,52   | 3       | 64,24 / 100,00 |           |       |    |                |         |    |    |              |                |
| 2013 | 47,84 | 4     | 8,67         | -            | 3,02    | -       | 35,24   | 3       | 58,64 / 100,00 |           |       |    |                |         |    |    |              |                |
| 2017 | 71,32 | 6     | 4,91         | -            | 1,38    | -       | 19,31   | 1       | 62,25 / 100,00 |           |       |    |                |         |    |    |              |                |
| 2021 | 64,99 | 5     | 5,32         | -            | PPD/PSD | PPD/PSD | CDS-PP  | CDS-PP  | 21,78          | 2         | 4,71  | -  | 60,31 / 100,00 |         |    |    |              |                |

### Eleições legislativas
| Data | %     | %     | %     | %     | %     | %     | %        | %     | %    | %    | %     | %   | %       | % | %  | %  |
| Data | PS    | PCP   | PSD   | CDS   | UDP   | AD    | APU/ CDU | FRS   | PRD  | PSN  | B.E.  | PAN | PSD CDS | L | IL | CH |
| ---- | ----- | ----- | ----- | ----- | ----- | ----- | -------- | ----- | ---- | ---- | ----- | --- | ------- | - | -- | -- |
| 1976 | 45,63 | 21,56 | 13,95 | 5,42  | 1,10  |       |          |       |      |      |       |     |         |   |    |    |
| 1979 | 37,39 | APU   | AD    | AD    | 1,27  | 30,43 | 24,54    |       |      |      |       |     |         |   |    |    |
| 1980 | FRS   | APU   | AD    | AD    | 1,12  | 29,86 | 21,60    | 37,16 |      |      |       |     |         |   |    |    |
| 1983 | 48,75 | APU   | 14,85 | 8,53  | 0,42  |       | 21,47    |       |      |      |       |     |         |   |    |    |
| 1985 | 26,62 | APU   | 17,12 | 5,55  | 0,77  | 16,83 | 28,27    |       |      |      |       |     |         |   |    |    |
| 1987 | 28,10 | CDU   | 38,18 | 3,45  | 0,79  | 13,19 | 10,32    |       |      |      |       |     |         |   |    |    |
| 1991 | 33,83 | CDU   | 43,65 | 3,21  |       | 9,58  | 1,27     | 1,64  |      |      |       |     |         |   |    |    |
| 1995 | 48,64 | CDU   | 26,69 | 8,22  | 0,76  | 10,97 |          | 0,17  |      |      |       |     |         |   |    |    |
| 1999 | 49,98 | CDU   | 27,07 | 5,69  |       | 11,12 | 0,14     | 1,92  |      |      |       |     |         |   |    |    |
| 2002 | 41,40 | CDU   | 36,54 | 6,13  | 8,45  |       | 2,98     |       |      |      |       |     |         |   |    |    |
| 2005 | 49,70 | CDU   | 23,90 | 5,29  | 8,83  | 7,18  |          |       |      |      |       |     |         |   |    |    |
| 2009 | 38,97 | CDU   | 25,38 | 8,68  | 9,11  | 10,22 |          |       |      |      |       |     |         |   |    |    |
| 2011 | 27,69 | CDU   | 35,42 | 12,00 | 9,70  | 5,06  | 0,85     |       |      |      |       |     |         |   |    |    |
| 2015 | 33,14 | CDU   | CDS   | PSD   | 9,83  | 11,64 | 1,48     | 34,76 | 0,72 |      |       |     |         |   |    |    |
| 2019 | 39,79 | CDU   | 24,21 | 3,79  | 7,07  | 8,48  | 3,42     |       | 1,17 | 1,70 | 1,69  |     |         |   |    |    |
| 2022 | 42,85 | CDU   | 24,94 | 1,48  | 4,66  | 3,83  | 1,50     | 1,63  | 6,79 | 8,83 |       |     |         |   |    |    |
| 2024 | 27,10 | CDU   | AD    | AD    | 27,30 | 3,28  | 3,97     | 1,85  | 3,98 | 7,65 | 19,14 |     |         |   |    |    |

## Património
- Chafariz Pombalino de Arruda dos Vinhos ou Chafariz de Arruda dos Vinhos
- Igreja Matriz de Arruda dos Vinhos ou Igreja de Nossa Senhora da Salvação de Arruda dos Vinhos (Políptico da Matriz de Arruda dos Vinhos (maneirista))
- Igreja de São Lázaro
- Ermida de Nossa Senhora do Monte
- Quinta de São Sebastião

## Lendas
A mais famosa bruxa portuguesa é ainda hoje conhecida pelo nome de «Bruxa da Arruda». Não foi apenas uma mas sim toda uma sucessão de várias mulheres da mesma família que ao longo de várias gerações foram passando o seu secreto saber (e possivelmente também alguns bens) de mães para filhas. Não se sabe a que época remonta a primeira Bruxa da Arruda, mas supõe-se que terá herdado os seu conhecimentos de algumas Comendadeiras de Ordem de Santiago que ficaram em Arruda dos Vinhos. As primeiras terão sido analfabetas, a partir de certa altura terão passado a utilizar o Livro de S. Cipriano. Consta que existem ainda algumas descendentes destas senhoras que exercem a sua actividade nos arredores de Lisboa.
Sabe-se que existiu no século passado uma bruxa (curandeira?) de nome Ana Lérias na Aldeia das Neves, a primeira cujo nome ficou conhecido. Uma neta sua, Adelina da Piedade Louro, terá conseguido salvar uma rapariga de Setúbal. A rapariga terá sido posta num quarto, sem nada para comer para além de sementes de abóbora, e apenas com um alguidar com leite junto dela. Consta que passados dois dias deitou uma cobra pela boca. A rapariga estaria provavelmente atacada de lombrigas, que podem chegar a ter trinta centímetros de comprimento, podendo ser confundidas com pequenas cobras, e que, molestadas pelas sementes de abóboras, que hoje sabemos que contêm um poderoso vermicida, e procurando comida, lhe terão subido até à garganta atraídas pelo cheiro do leite.
Adelina de Piedade Louro teve filhos que mais tarde deram origem aos seus netos e aos seus bisnetos. Alguns bisnetos ainda são vivos e, apesar de não serem curandeiros, vivem actualmente em Arruda dos Vinhos com os seus filhos e com os seus netos.

## Política
O município de Arruda dos Vinhos é administrado por uma câmara municipal composta por um presidente e seis vereadores. Existe uma assembleia municipal, que é o órgão deliberativo do município, constituída por 25 deputados (dos quais 21 eleitos diretamente).
O cargo de Presidente da Câmara Municipal é atualmente ocupado por Carlos Alves, que assumiu a presidência após a renúncia ao mandato de André Rijo, reeleito nas eleições autárquicas de 2021 pelo Partido Socialista (PS), tendo maioria absoluta de vereadores na câmara (5). Existem ainda dois vereadores eleitos pela coligação Arruda, Agora! (Partido Social Democrata.CDS – Partido Popular, PPD/PSD.CDS-PP). Na Assembleia Municipal, o partido mais representado é novamente o PS, com 13 deputados eleitos e 4 presidentes de Juntas de Freguesia (maioria absoluta), seguindo-se a coligação Arruda, Agora! (6; 0), a CDU (1; 0) e o CH (1; 0). A Presidente da Assembleia Municipal é Catarina Gaspar, do PS.
| Órgão                          | PS | Arruda, Agora! (PPD/PSD.CDS-PP) | PCP-PEV | CH |
| Câmara Municipal               | 5  | 2                               | 0       | 0  |
| Assembleia Municipal           | 17 | 6                               | 1       | 1  |
| dos quais: eleitos diretamente | 13 | 6                               | 1       | 1  |

## Geminações
A vila de Arruda dos Vinhos é geminado com:
- Moixent, Comunidade Valenciana, Espanha

## Curiosidades
A vila de Arruda dos Vinhos foi palco de gravações televisivas por duas vezes: em 1992 para a telenovela Cinzas (telenovela) e em 1996 para Filhos do Vento, ambas produzidas pela NBP para a RTP.